# فهرست بلندترین سازه‌ها در ایران

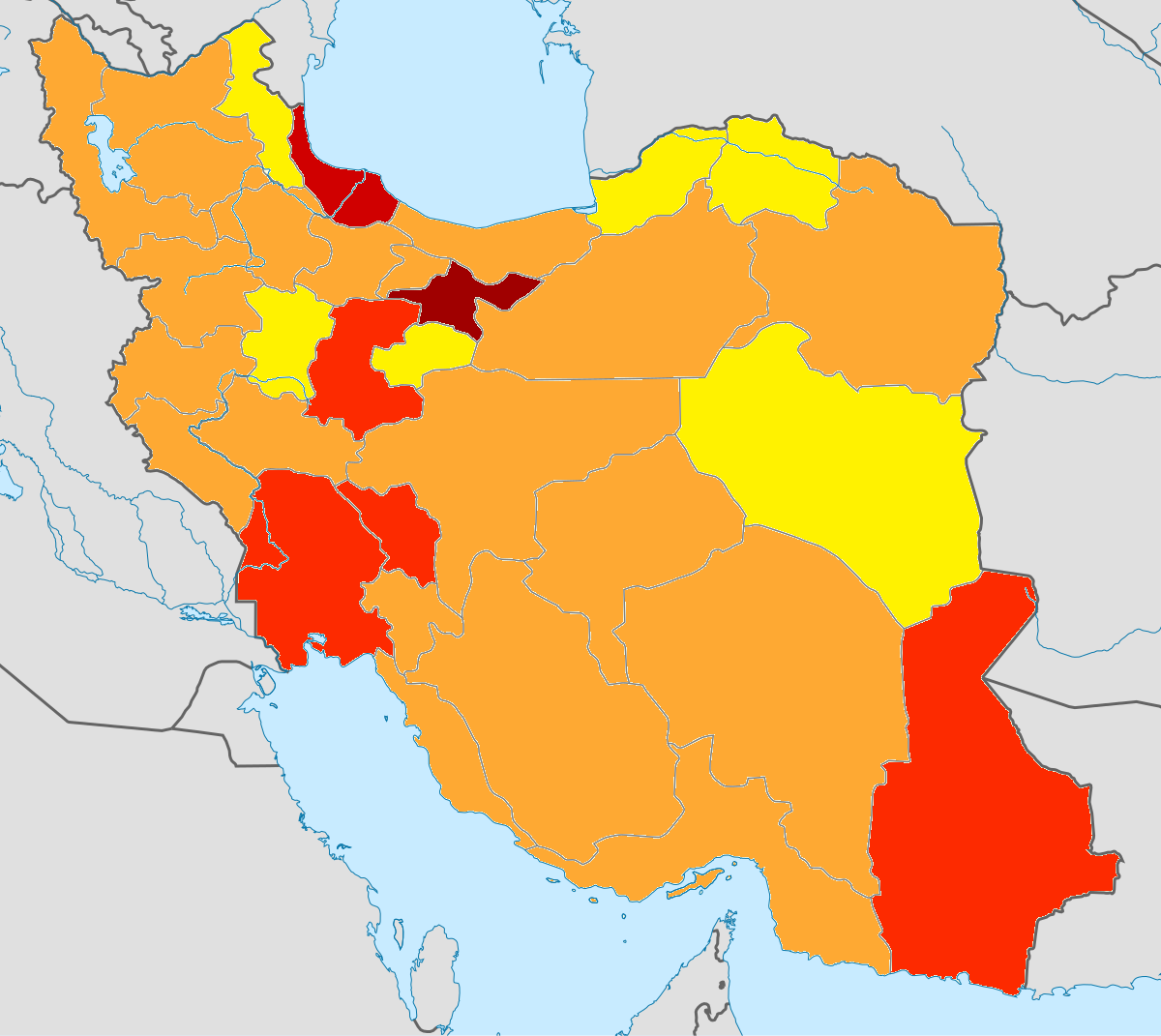
بلندترین سازه‌های تکمیل‌شده در استان‌های ایران در سال ۱۳۹۹
+۴۰۰متر
+۳۰۰متر
+۲۰۰متر
+۱۰۰متر
+۵۰متر

فهرست سازه‌های بلند ایران به ترتیب ارتفاع. این مقاله شامل انواع سازه‌هاست. بلندترین سازه‌های ایران در شهرهای تهران، شیراز، مشهد ،تبریز و قزوین متمرکز شده‌اند. شهر تهران با ۳۴ آسمان‌خراش پیشتاز است، که بلندترین آن برج شناخته شده میلاد می باشد تعریف کلی آسمان‌خراش سازه‌ای است که حداقل ۱۰۰ متر و به طور متوسط ۱۵۰ متر ارتفاع داشته باشند. این برج به نوعی نماد تهران و حتی ایران عنوان می شود. نکته جالب عدم وجود برج آزادی تهران در این فهرست است زیرا ارتفاع این سازه کمتر از ۱۰۰ متر(۴۵ متر) می باشد. طبق تعیین و تعریف و توافق اکثریت مراجع و منابع معتبر، حداقل بلندی یک سازه برای اینکه آسمان‌خراش عنوان گردد، بایستی ۱۰۰ متر باشد. قرار بر این بود که برج شهرک رویایی پدیده شاندیز، مشهد یک ساختمان با ارتفاع ۲۰۰ متر تا سال ۱۳۹۴ ساخته شود اما به دلیل کلاهبرداری و اختلاس مدیران و مسئولین آن در همان اوایل عملیات ساخت آن نیمه تمام ماند. وعده‌هایی در جهت احیای تکمیل این پروژه عظیم دوباره بین سال‌های ۱۳۹۶ تا ۱۳۹۹ داده شد که به نتیجه ای نرسید. هم اکنون تنها، اسکلت فولادین آن به ارتفاع ۴۰ متر نیمه کاره رها شده است. اما با وجود فقدان برج، پروژه پدیده شاندیز گستردگی فراوانی یافته است که مهم ترین آن مجتمع تجاری بزرگ چندمنظوره پدیده است که دارای امکانات فراوانی مانند شهربازی سرپوشیده، ده ها مغازه، رستوران و پیست اسکی مصنوعی است.

## فهرست
سازه‌های بلندتر از 100 متر در ایران:
| رتبه | نام سازه                                  | مکان       | ارتفاع (متر) | تصویر                    |
| ---- | ----------------------------------------- | ---------- | ------------ | ------------------------ |
| ۱    | برج میلاد                                 | تهران      | ۴۳۵          |                          |
| ۲    | دکل تلویزیونی زیباکنار                    | زیباکنار   | ۳۶۵          |                          |
| ۳    | دکل موج متوسط زاهدان                      | زاهدان     | ۲۷۶          |                          |
| ۴    | دکل موج متوسط گل‌دسته                      | گل‌دسته     | ۲۵۶          |                          |
| ۵    | سد کارون ۴                                | اردل       | ۲۳۰          |                          |
| ۵    | هتل فرشته پاسارگاد                        | تهران      | ۲۳۰          |                          |
| ۶    | سد کارون ۳                                | ایذه       | ۲۰۵          |                          |
| ۷    | سد دز                                     | اندیمشک    | ۲۰۳          |                          |
| ۸    | سدشهید عباسپور                            | اندیکا     | ۲۰۱          |                          |
| ۹    | دودکش نیروگاه شازند                       | شازند      | ۲۰۰          |                          |
| ۱۰   | برج‌های دوقلو سامان فراز بانک سامان        | تهران      | ۱۹۵          |                          |
| ۱۱   | سد امیرکبیر                               | کرج        | ۱۸۰          |                          |
| ۱۱   | سد سیمره                                  | بدره       | ۱۸۰          |                          |
| ۱۳   | برج ادیما                                 | نور        | ۱۷۰          |                          |
| ۱۴   | برج بین‌المللی تهران                       | تهران      | ۱۶۲          |                          |
| ۱۵   | پل بیلقان                                 | کرج        | ۱۵۸          |                          |
| ۱۵   | مرکز تجارت جهانی تبریز                    | تبریز      | ۱۵۲          |                          |
| ۱۶   | سد چمشیر                                  | گچساران    | ۱۵۱          |                          |
| ۱۷   | برج آرمیتاژ گلشن                          | مشهد       | ۱۵۰          |                          |
| ۱۷   | هتل فارس                                  | شیراز      | ۱۵۰          |                          |
| ۱۷   | مجتمع تجاری الماس قو خاورمیانه            | سلمان‌شهر   | ۱۵۰          |                          |
| ۱۷   | برج‌های خنک‌کنندهٔ نیروگاه شهید رجایی        | قزوین      | ۱۵۰          |                          |
| ۲۱   | ساختمان مرکزی شرکت مخابرات ایران          | تهران      | ۱۴۹          |                          |
| ۲۲   | سد کوثر                                   | بهبهان     | ۱۴۴          |                          |
| ۲۳   | برج زرافشان                               | تهران      | ۱۴۳          |                          |
| ۲۳   | دکل ساحلی برق فشار قوی تنگه خوران         | بندر لافت  | ۱۴۳          |                          |
| ۲۵   | برج های نزاجا                             | تهران      | ۱۴۰          |                          |
| ۲۵   | برج تجاری اداری باران                     | تهران      | ۱۴۰          |                          |
| ۲۵   | گلدسته‌های مصلای تهران                     | تهران      | ۱۴۰          |                          |
| ۲۵   | برج کوه نور                               | مشهد       | ۱۴۰          |                          |
| ۲۹   | سد شهید رجایی                             | ساری       | ۱۳۸          |                          |
| ۳۰   | دکل دریایی برق فشار قوی تنگه خوران        | تنگه خوران | ۱۳۷          |                          |
| ۳۱   | برج آناهید                                | تهران      | ۱۳۵          |                          |
| ۳۲   | برج سفید                                  | تهران      | ۱۳۴          |                          |
| ۳۲   | سد جیرفت                                  | جیرفت      | ۱۳۴          |                          |
| ۳۴   | برج آسمان                                 | تهران      | ۱۳۰          |                          |
| ۳۴   | برج زرین هرمزان                           | تهران      | ۱۳۰          |                          |
| ۳۴   | هتل پرستیژ                                | اصفهان     | ۱۳۰          |                          |
| ۳۷   | برج افرا                                  | تهران      | ۱۲۸          |                          |
| ۳۸   | سد کرخه                                   | اندیمشک    | ۱۲۷          |                          |
| ۳۹   | برج تجارت قزوین                           | قزوین      | ۱۲۵          | Alireza tower qazvin.jpg |
| ۳۹   | برج جهان کودک                             | تهران      | ۱۲۵          |                          |
| ۳۹   | ساختمان مرکزی بانک آینده                  | تهران      | ۱۲۵          |                          |
| ۳۹   | برج‌های خنک‌کنندهٔ نیروگاه سیکل ترکیبی جهرم  | جهرم       | ۱۲۵          |                          |
| ۳۹   | برج‌های خنک‌کننده نیروگاه سیکل ترکیبی سنندج | سنندج      | ۱۲۵          |                          |
| ۳۹   | سد سلمان فارسی                            | قیر        | ۱۲۵          |                          |
| ۴۵   | برج B3 مهستان                             | تهران      | ۱۲۲          |                          |
| ۴۶   | برج هزاره سوم                             | تهران      | ۱۲۰          |                          |
| ۴۶   | برج پاژ                                   | مشهد       | ۱۲۰          |                          |
| ۴۶   | برج خنک‌کننده نیروگاه سیکل ترکیبی شیرکوه   | اشکذر      | ۱۲۰          |                          |
| ۴۹   | برج‌های خنک‌کنندهٔ نیروگاه شهید منتظری       | اصفهان     | ۱۱۸          |                          |
| ۵۰   | برج سپهر                                  | تهران      | ۱۱۵          |                          |
| ۵۱   | برج نگار                                  | تهران      | ۱۱۴          |                          |
| ۵۲   | برج‌های شهرک مسکونی چیتگر                  | تهران      | ۱۱۳          |                          |
| ۵۳   | برج خنک‌کننده نیروگاه سیکل ترکیبی شریعتی   | مشهد       | ۱۱۲          |                          |
| ۵۴   | برج باران ۲                               | مشهد       | ۱۱۰          |                          |
| ۵۴   | هتل چمران شیراز                           | شیراز      | ۱۱۰          |                          |
| ۵۴   | گلدسته‌های مصلای اصفهان                    | اصفهان     | ۱۱۰          |                          |
| ۵۴   | برج مینیاتور                              | مشهد       | ۱۱۰          |                          |
| ۵۴   | برج ققنوس                                 | سمنان      | ۱۱۰          |                          |
| ۵۴   | برج مهر                                   | اهواز      | ۱۱۰          |                          |
| ۶۰   | مجتمع تجاری اداری گلستان                  | تهران      | ۱۰۹          |                          |
| ۶۱   | برج جام                                   | تهران      | ۱۰۸          |                          |
| ۶۱   | برج سفید                                  | سرخرود     | ۱۰۸          |                          |
| ۶۳   | سد لتیان                                  | لواسان     | ۱۰۷          |                          |
| ۶۴   | سد سفیدرود                                | منجیل      | ۴۱۲          |                          |
| ۶۴   | برج‌های خنک‌کننده نیروگاه سیکل ترکیبی خیام  | نیشابور    | ۱۰۶          |                          |
| ۶۶   | برج پارسا                                 | تهران      | ۱۰۵          |                          |
| ۶۶   | برج بیمه مرکزی                            | تهران      | ۱۰۵          |                          |
| ۶۶   | برج‌های ارکیده                             | تهران      | ۱۰۵          |                          |
| ۶۶   | برج صبا                                   | تهران      | ۱۰۵          |                          |
| ۶۶   | مجتمع مسکونی آتی‌ساز                       | تهران      | ۱۰۵          |                          |
| ۶۶   | برج الیزه ۱                               | مشهد       | ۱۰۵          |                          |
| ۶۶   | برج بازار سپاد                            | مشهد       | ۱۰۵          |                          |
| ۷۲   | برج های تهران                             | تهران      | ۱۰۴          |                          |
| ۷۳   | برج‌های سیتی سنتر اصفهان                   | اصفهان     | ۱۰۳          |                          |
| ۷۴   | برج‌های شاه‌گلی فاز دو                      | تهران      | ۱۰۲          |                          |
| ۷۴   | برج‌های شاه‌گلی فاز سه                      | تهران      | ۱۰۲          |                          |
| ۷۴   | برج نگین رضا                              | تهران      | ۱۰۲          |                          |
| ۷۴   | برج امید                                  | تهران      | ۱۰۲          |                          |
| ۷۴   | سد رئیس علی دلواری                        | برازجان    | ۱۰۲          |                          |
| ۷۹   | مجتمع مسکونی دادگستری                     | شیراز      | ۱۰۱          |                          |
| ۸۰   | برج سهند                                  | تهران      | ۱۰۰          |                          |
| ۸۰   | برج‌های دوقلوی الهیه                       | تهران      | ۱۰۰          |                          |
| ۸۰   | هتل آرین اتلانتیس                         | بروجرد     | ۱۰۰          |                          |
| ۸۰   | برج شهران                                 | تبریز      | ۱۰۰          |                          |
| ۸۰   | برج باران ۳                               | مشهد       | ۱۰۰          |                          |
| ۸۰   | برج باران ۴                               | مشهد       | ۱۰۰          |                          |
| ۸۰   | سد زاینده‌رود                              | چادگان     | ۱۰۰          |                          |
| ۸۰   | برج الیزه ۲                               | مشهد       | ۱۰۰          |                          |